# 가파르 바바
가파르 바바(말레이어: Ghafar Baba, 1925년 2월 18일~2006년 4월 23일)는 말레이시아의 교사, 정치인이다. 1986년부터 1993년까지 부총리로 재직했다.
1925년 2월 18일 느그리슴빌란 주 쿠알라 필라흐(Kuala Pilah)의 가난한 집안에서 태어났다. 교사로 활동하다가 훗날 여권 국민전선(Barisan Nasional, BN)의 일원인 통일말레이국민조직(UMNO)에 입당했다.
1942년 토 푸안 아스마흐 빈티 알랑(Toh Puan Asmah Binti Alang)과 결혼하여 12명의 아이를 낳았으나, 이 중 5명은 어렸을 때 죽었다. 1990년대 초반 헤랴티 압둘 라힘(Heryati Abdul Rahim)과 재혼했다.
1986년 당시 총리였던 마하티르 빈 모하맛에 의해 부총리로 임명되었다. 그 전에, 그는 마하티르와의 좁힐 수 없는 견해차로 인해 잠시 사퇴한 적 있다. 1993년 10월 15일 UMNO 전당대회에서 안와르 이브라힘과 대결했으나, 패하는 바람에 부총리직을 상실했다. 이후 안와르 이브라힘이 부총리로 취임했으나.
2006년 4월 23일, 가파르는 쿠알라룸푸르의 글레니글레스 인탄 병원(Gleneagles Intan Medical Centre)에서 심장병 및 폐병으로 사망했다. 사망 몇 달 전부터 임계 조건(critical condition) 상태였다. 같은 날 마스지드 느가라(Masjid Negara) 부근의 마캄 파흘라완(Makam Pahlawan)에 압둘 라작, 후세인 온 두 명의 전직 총리와 이스마일 압둘 라만 전 부총리와 함께 안장되었다.

## 약력
- 교원단체 총무(1946-1948)
- UMNO 믈라카주당 서기관(1951)
- UMNO 믈라카주당 의장(1955)
- 믈라카주 주수상(1959-1963)
- UMNO 상원의원(1957)
- UMNO 총책임자(1958)
- UMNO 부총재(1962-1987)
- 국민전선 사무총장
- 국민전선 연방구당 단체장
- 부총리(1986-1993)

## 참조
1. ↑  Putra, Tunku Abdul Rahman (1986). Political Awakening, p. 86. Pelanduk Publications. ISBN 967-978-136-4.
2. ↑  “PM hails a humble leader” (영어). 2006년 4월 24일.
3. ↑  “Funeral with full honours” (영어). 2006년 4월 24일.